# (32168) 2000 NP9
2000 أن بي 9 (ويعرف أيضًا باسم (32168) 2000 أن بي 9 وفق تسمية الكوكب الصغير) (بالإنجليزية: 2000 NP9)‏ هو كويكب ضمن حزام الكويكبات؛ وترتيبه 32168 من حيث الاكتشاف.
اكتُشف هذا الجُرم الفلكي بواسطة Paulo R. Holvorcem ‏ في 10 يوليو 2000.

## وصلات خارجية
- (32168) 2000 NP9 في قاعدة بيانات مختبر الدفع النفاث لأجرام النظام الشمسي الصغيرة

- الاكتشاف · مخطط المدار ·  العناصر المدارية · المعلمات المادية

- (32168) 2000 NP9 على موقع ويكي سكاي: DSS2, SDSS, GALEX, IRAS, Hydrogen α, X-Ray, Astrophoto, Sky Map, Articles and images